# Osman Nuri Pascha

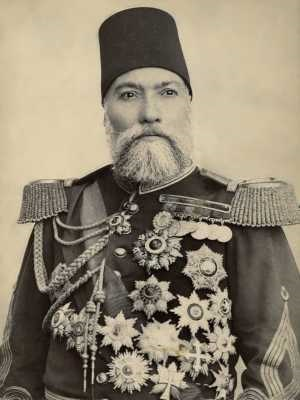
Osman Pascha

Osman Nuri Pascha (türk. Osman Nuri Paşa; * 1832 in Tokat, Kleinasien; † 5. April 1900 in Istanbul) war ein General der osmanischen Armee im Russisch-Türkischen Krieg (1877–1878).

## Leben
Osman Nuri Pascha begann seine militärische Karriere 1854 als Unterleutnant in der Kavallerie, zeichnete sich im Krimkrieg aus, war am Gefecht bei Jewpatorija beteiligt, 1860 an der Niederwerfung des Drusenaufstands sowie 1867 an der Unterdrückung des kretischen Aufstandes. Er befehligte danach im Kaukasus im Zuge Omar Paschas an der abchasischen Küste. Anschließend wurde er als Oberstleutnant und als „Bey“ in den Generalstab versetzt. 1871 wurde er zum Oberst befördert und nahm unter Redif Pascha an dem Feldzug im Jemen teil. Nuri Pascha wurde 1874 Brigade- (Liwa) und 1876 Divisionsgeneral („Ferik“) sowie zum Pascha ernannt.
Er erhielt 1876 im Kriege gegen Serbien den Oberbefehl über das Widiner Korps, mit dem er die Serben am 18. Juli und 7. August bei Weliki-Iswor und Saitschar besiegte. Er wurde im November zum Marschall („Muschir“) ernannt und stand 1877 beim Ausbruch des Kriegs mit Russland mit 35.000 Mann in Widin (Russisch-Osmanischer Krieg (1877–1878)).
Mit diesem Heer warf er sich zu Anfang Juli, als die Russen bis zum Balkangebirge vordrangen, plötzlich in deren linke Flanke, besetzte Plewen, schlug am 20. Juli die Angriffe der russischen Streitkräfte unter Befehl von General Juri Iwanowitsch Schilder-Schuldner ab. Nachdem er am 27. Lowetsch genommen hatte, schlug er am 30. Juli auch den verstärkten Angriff der russischen Generäle Baron Nikolai Pawlowitsch Krüdener und Fürst  Alexei Iwanowitsch Schachowskoi siegreich zurück.
Er baute daraufhin seine Stellung bei Plewen durch gut angelegte und ausgeführte Erdbefestigungen in eine starke Festung um, vermehrte seine Armee auf 60.000 Mann und zwang so die Russen, ihr weiteres Vordringen Richtung Thrakien einzustellen, bedeutende Verstärkungen heranzuziehen und ihre Hauptmacht gegen Plewen zu versammeln, das mehrere Monate Mittelpunkt der ganzen Kriegführung war.
Am 3. September ging Lowetsch an die Russen verloren; aber der mit der russischen Hauptmacht am 11. September unternommene Hauptangriff in der Schlacht von Plewen brachte nach einem mehrtägigen Bombardement nur einige Schanzen in die Gewalt der Russen und Rumänen. Osman Pascha entriss jenen am 12. September jedoch durch einen energischen Gegenstoß alle bis auf die Griwiza-Schanze wieder.

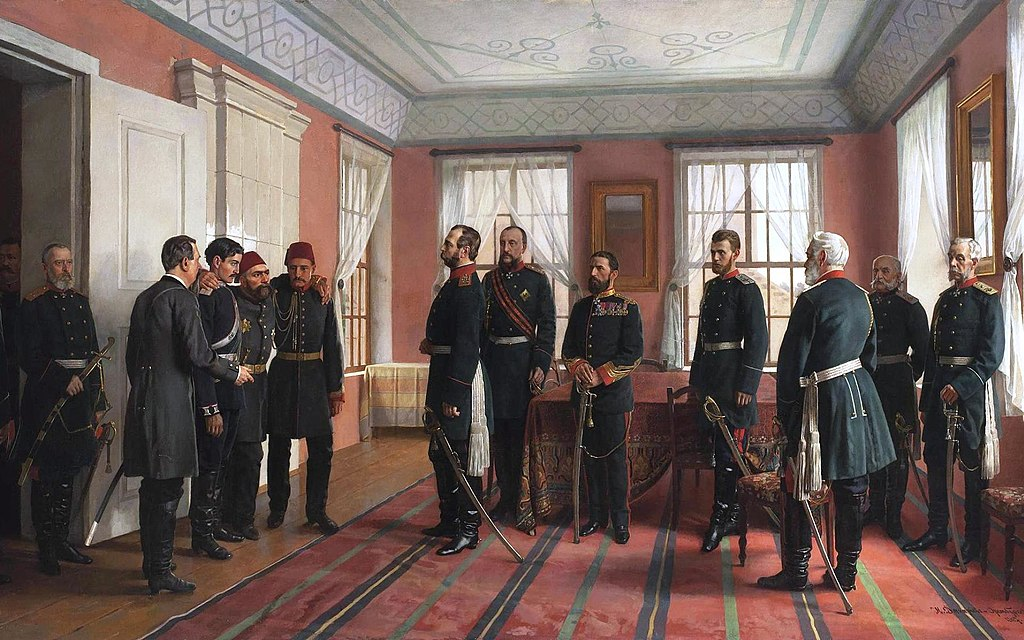
Gefangen genommener Osman Pascha wird Alexander II. präsentiert

Ein Angriff der Rumänen am 19. Oktober wurde ebenfalls blutig zurückgewiesen. Osman war jetzt ein gefeierter Held der türkischen Armee; der Sultan erteilte ihm daher den Titel „Ghazi“ (der Siegreiche), und er hieß von nun an auf Türkisch: Gazi Osman Pascha.
Ende Oktober gelang den russischen und rumänischen Truppen seine völlige Einschließung. Da kein Entsatzversuch von den Türken gemacht wurde und Osman Pascha und seinen Truppen die Lebensmittel ausgingen, machte er am 10. Dezember einen Ausfall, um sich den Weg nach Widin zu öffnen. Doch traf er auf energischen Widerstand; während dessen besetzten die von allem vorher unterrichteten Russen die vom Pascha verlassenen Werke von Plewen, und so musste er sich, selbst verwundet, mit seinem Heer auf Gnade und Ungnade ergeben. Von den Russen ehrenvoll behandelt, wurde Osman nach Charkow gebracht, von wo er bereits im Februar 1878 nach Abschluss des Waffenstillstandes von Adrianopel aus der Kriegsgefangenschaft entlassen wurde.
Nach seiner Rückkehr in Istanbul von den Türken glänzend empfangen und als der „Löwe von Plewen“ gefeiert, erhielt er den Oberbefehl über die zur Besetzung der Hauptstadt zusammengezogene Armee und erlangte maßgebenden Einfluss auf den Sultan. Am 4. Dezember 1878 wurde er zum Kriegsminister („Serasker“) ernannt und behauptete sich in dieser Stellung. Auch war er in der Umgebung des Sultans Palastmarschall. 1885 schied er als Kriegsminister aus, da angeblich der Sultan eifersüchtig auf die internationale Popularität Osman Paschas war.
Ghazi Osman Nuri Pascha starb am 5. April 1900 in Istanbul.

## Ehrungen und Auszeichnungen
Nach seinem Tod wurde der Plevne Marşı als Erinnerung an die Tapferkeit der Osmanischen Soldaten in der Schlacht um Plewen komponiert.
Nach ihm wurde u. a. der Istanbuler Stadtteil Gaziosmanpaşa und die „Gazi Osman Pascha Moschee“ in Berlin-Neukölln benannt.